# Lista över Handelshögskolan i Stockholms partneruniversitet

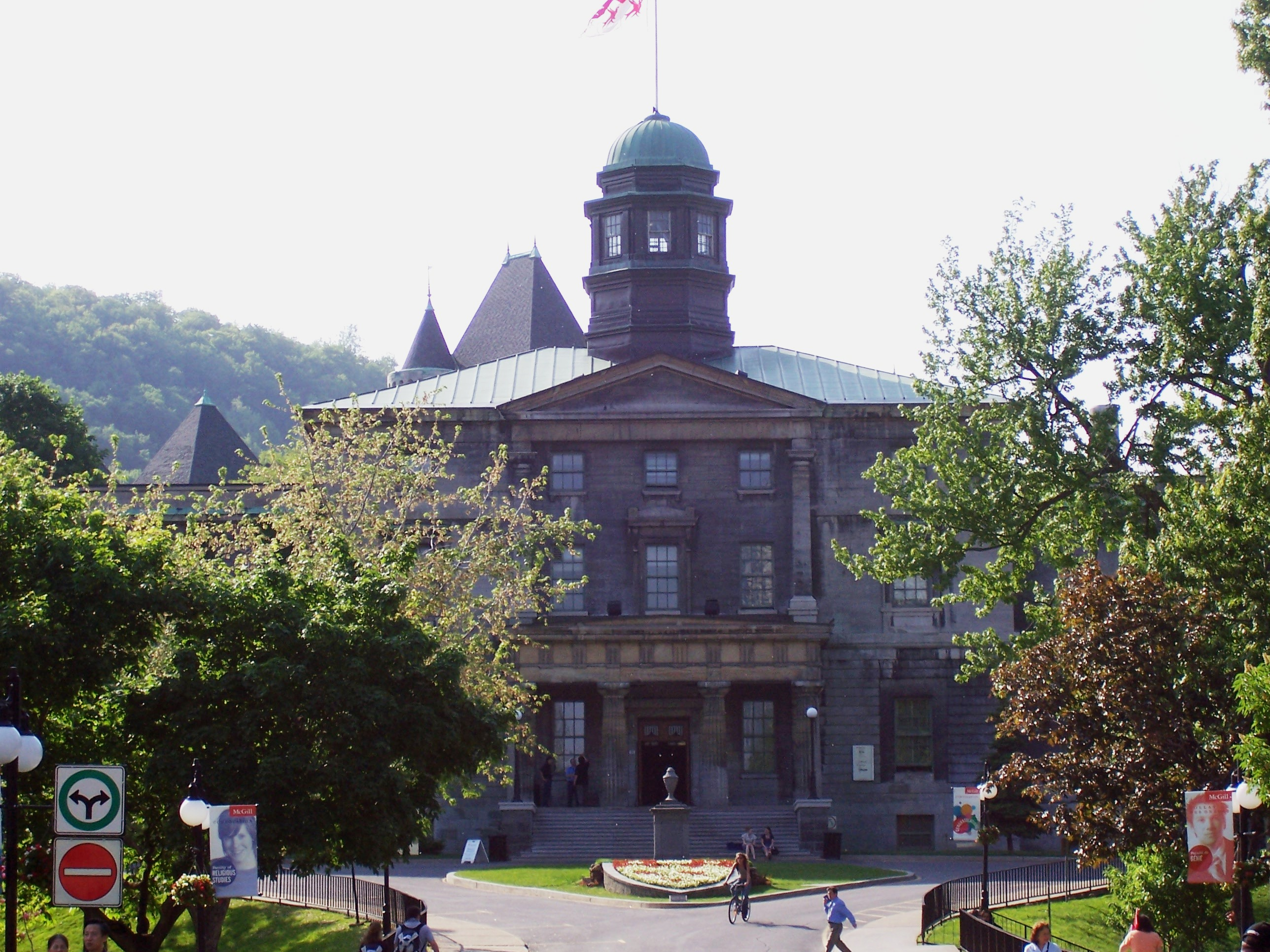
McGill University

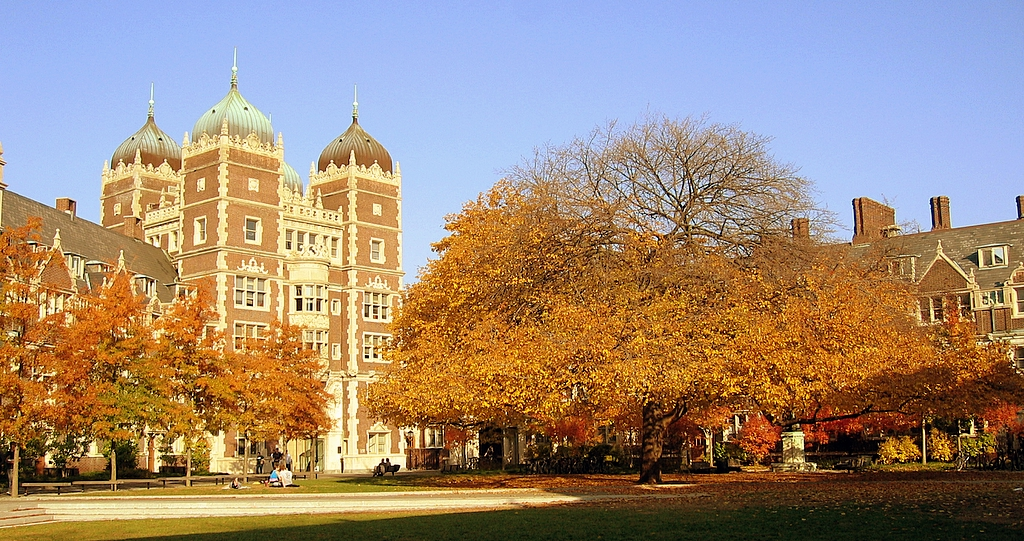
University of Pennsylvania

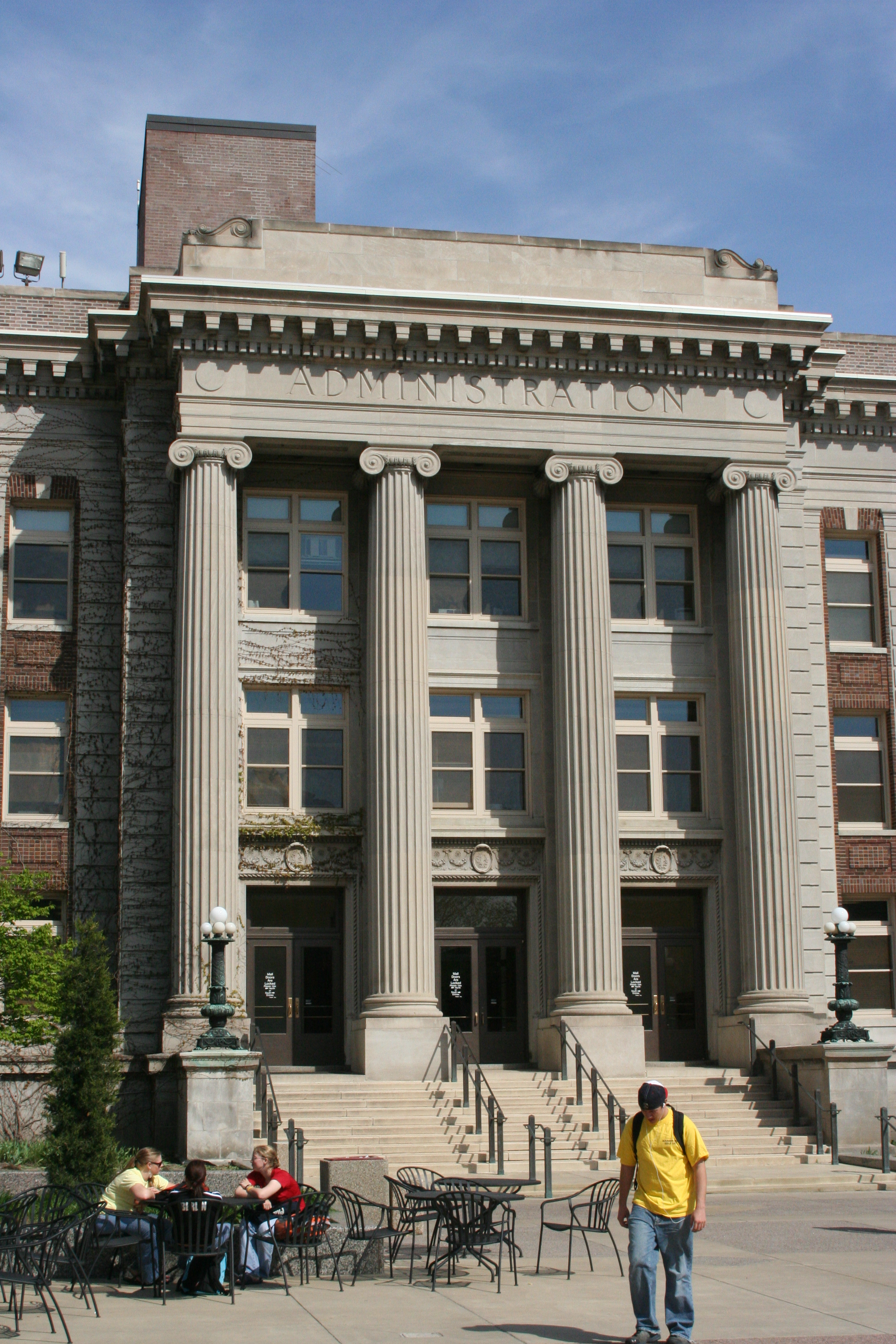
University of Minnesota

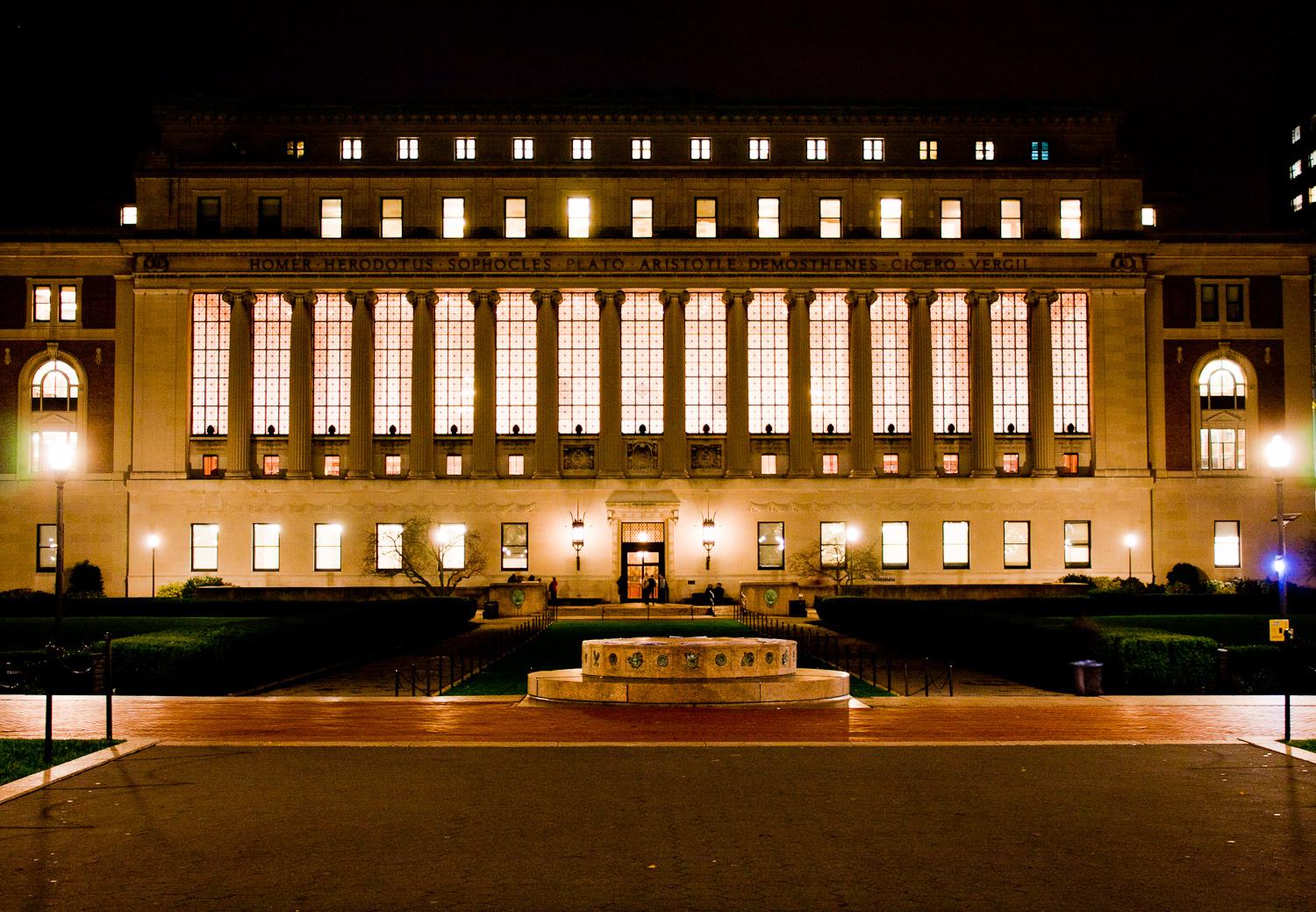
Columbia University

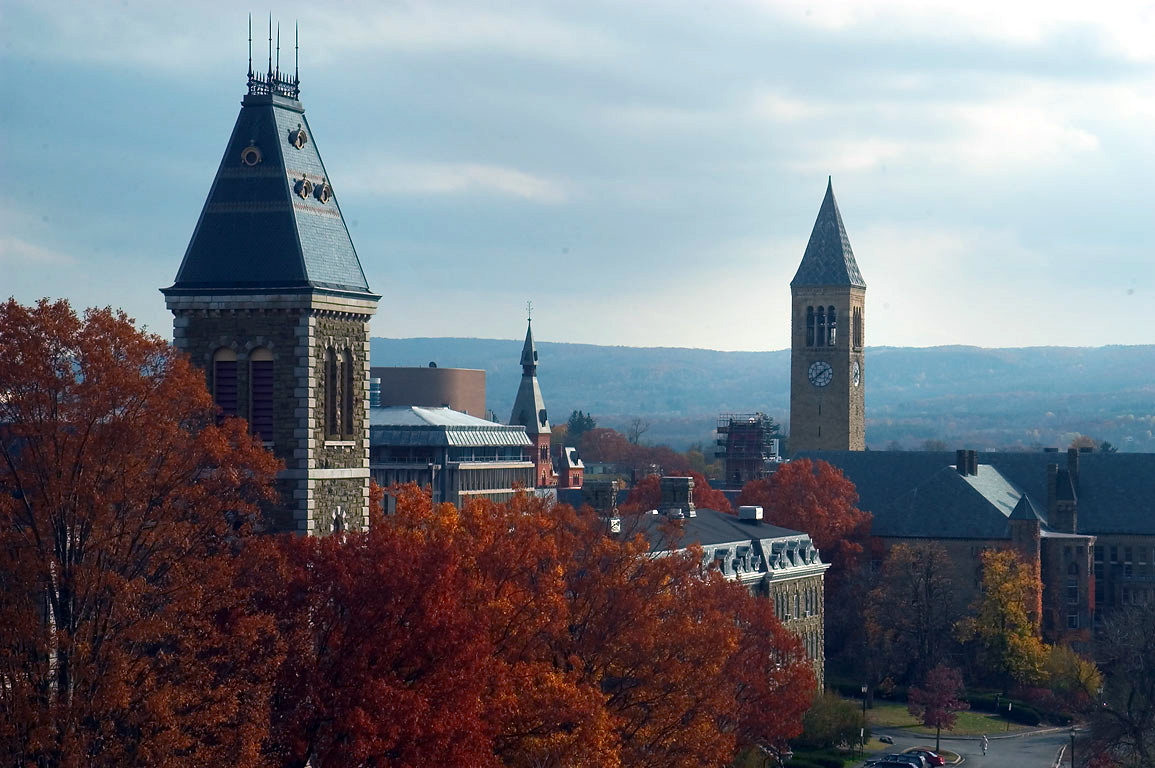
Cornell University

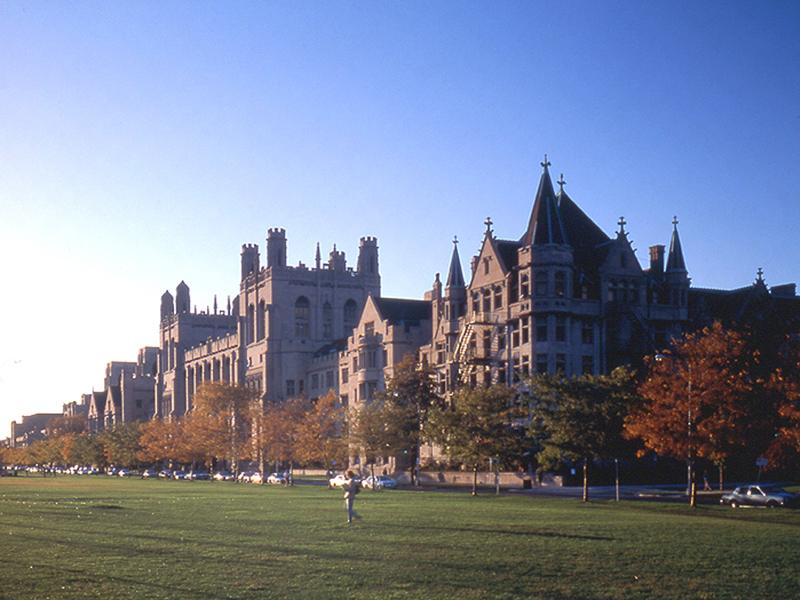
University of Chicago

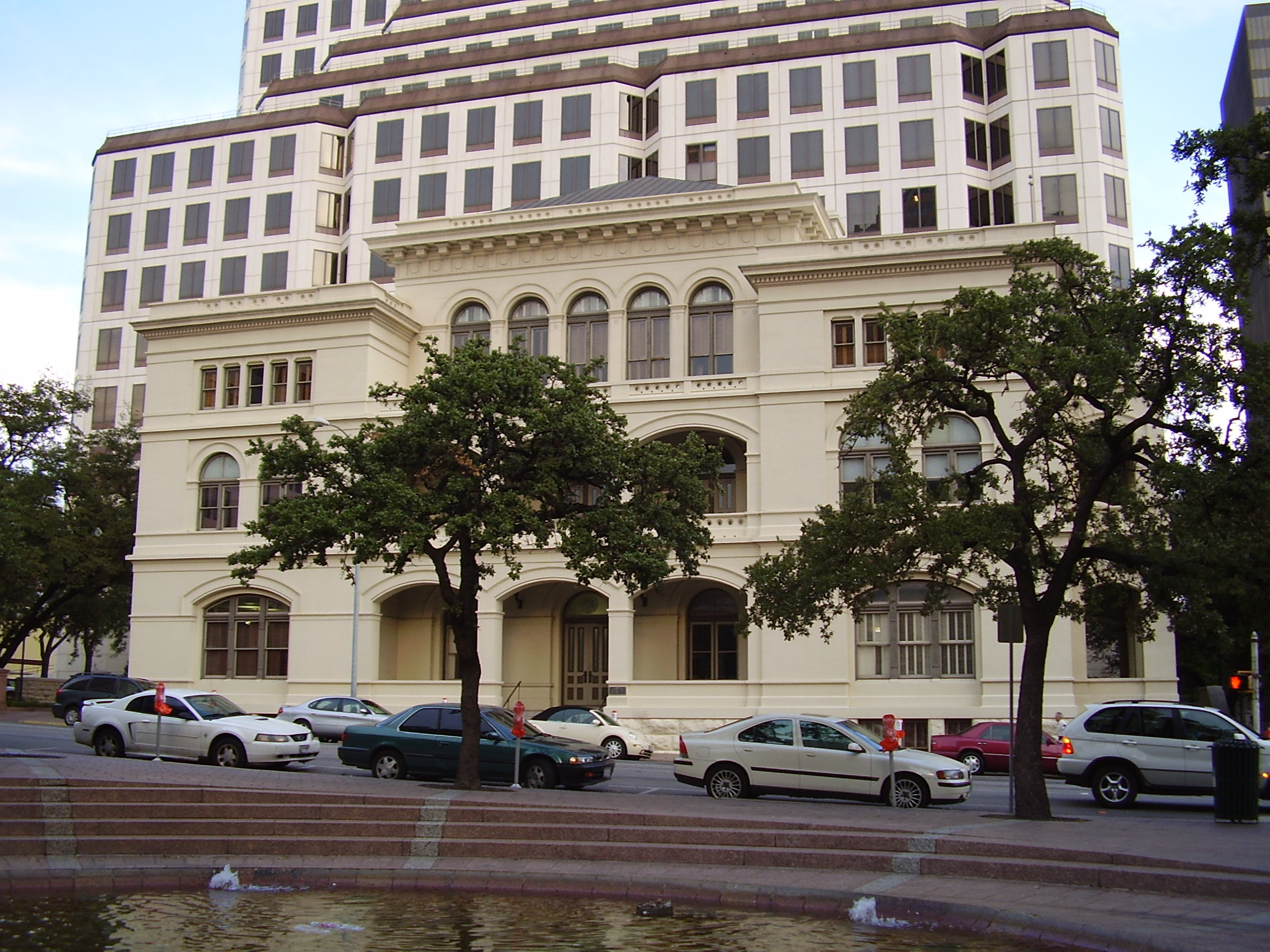
University of Texas at Austin

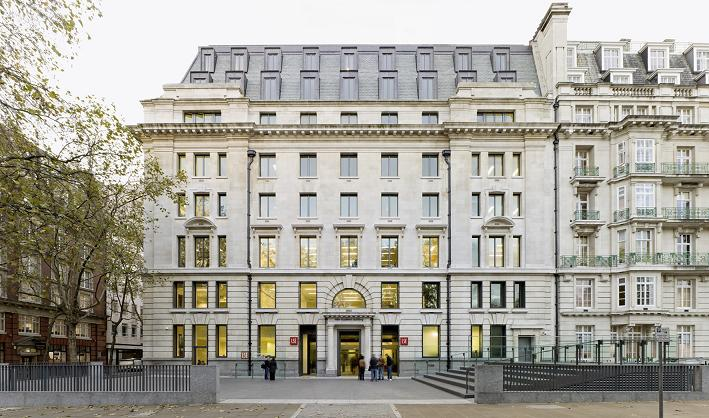
London School of Economics

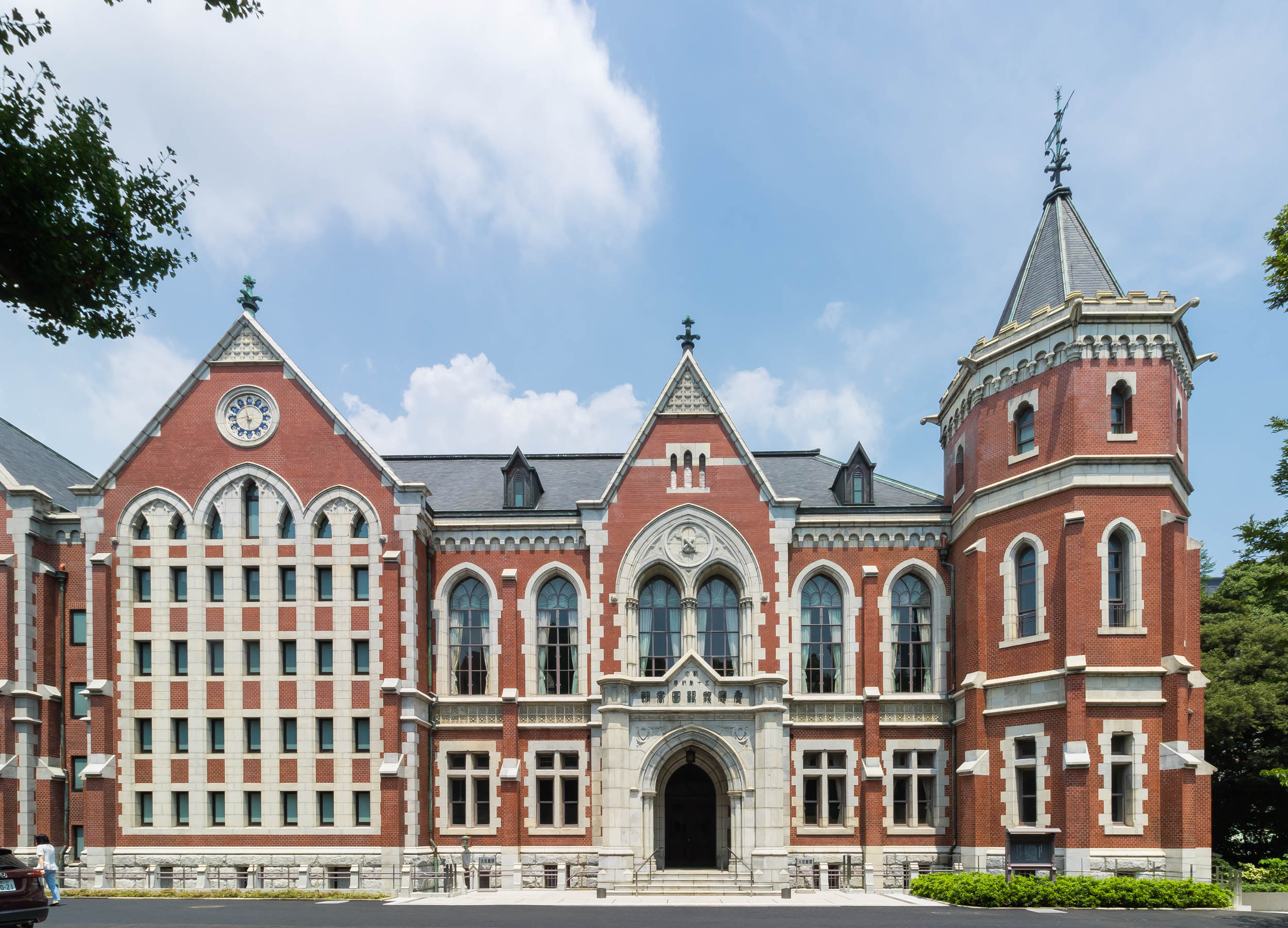
Keiouniversitetet

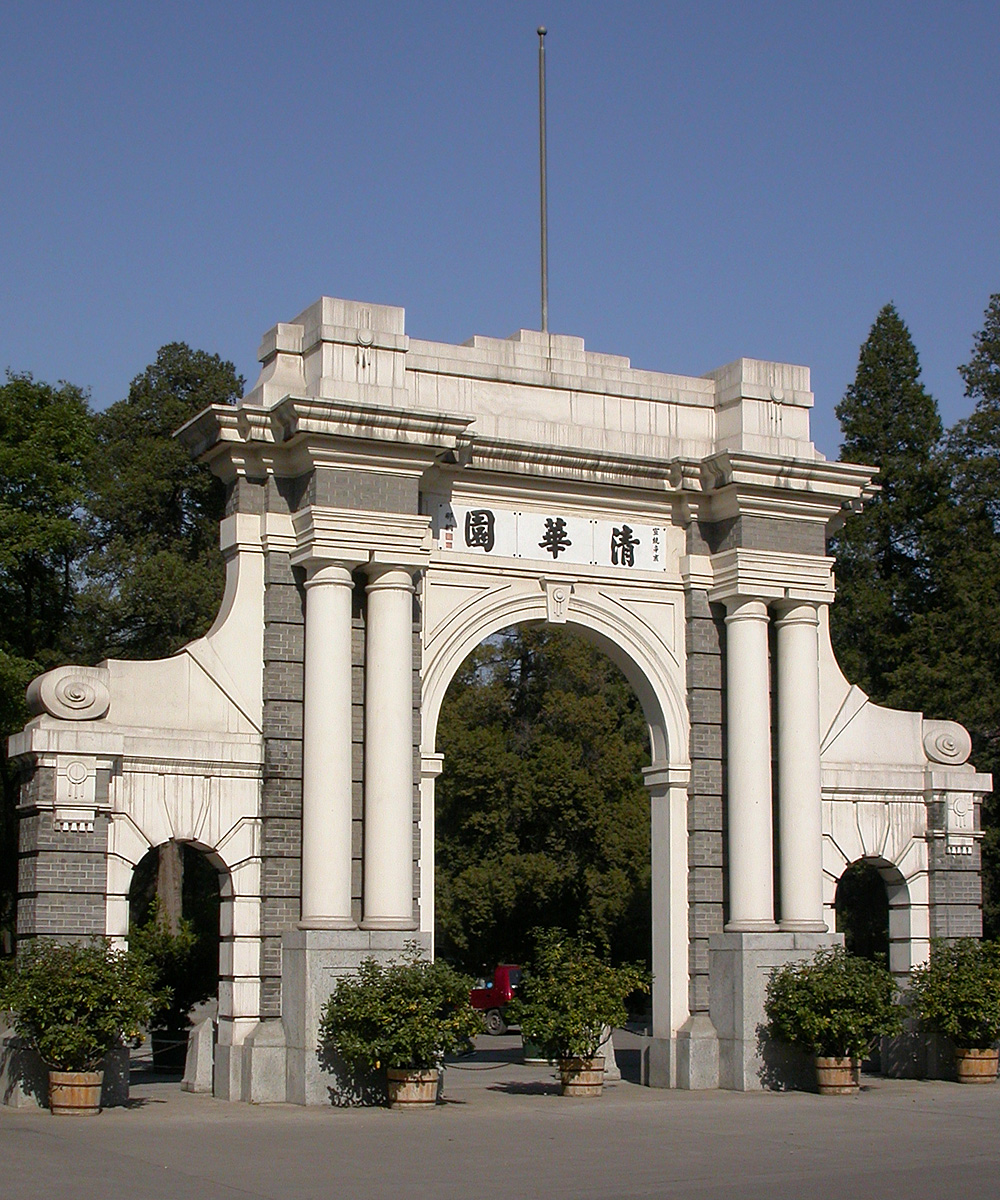
Tsinghuauniversitetet

Det här är en lista över Handelshögskolan i Stockholms partneruniversitet. Handelshögskolan i Stockholm samarbetar vad gäller utbildning och forskning med 66 partneruniversitet på fem kontinenter. 

## Nordamerika

### Kanada
- Richard Ivey School of Business vid University of Western Ontario i London i Ontario (CEMS)
- Faculty of Management vid McGill University i Montreal (PIM)
- Queen's School of Business i Kingston i Ontario
- Faculty of Commerce and Business Administration vid University of British Columbia i Vancouver (PIM)

### USA
- Wharton School vid University of Pennsylvania i Philadelphia
- Anderson School of Management vid University of California, Los Angeles (PIM)
- Curtis L. Carlson School of Management vid University of Minnesota i Minneapolis
- Stephen M. Ross School of Business vid University of Michigan i Ann Arbor (PIM)
- Columbia Business School vid Columbia University i New York
- The Leonard N. Stern School of Business vid New York University (PIM)
- Johnson Graduate School of Management vid Cornell University i Ithaca i delstaten New York (PIM)
- Graduate School of Business vid University of Chicago (PIM)
- Fuqua School of Business vid Duke University i Durham i North Carolina (PIM)
- Red McCombs Business School vid University of Texas at Austin (PIM)
- Kenan-Flagler Business School vid University of North Carolina at Chapel Hill i Chapel Hill (PIM)
- The Darden School vid University of Virginia i Charlottesville
- Goizueta Business School vid Emory University i Atlanta (PIM)

## Europa
- Norges handelshøyskole i Bergen (CEMS, PIM)
- Aalto-universitetets handelshögskola i Helsingfors i Finland (CEMS, PIM)
- Svenska handelshögskolan i Helsingfors
- Copenhagen Business School i Köpenhamn i Danmark (CEMS, PIM)
- Rotterdam School of Management vid Erasmusuniversitetet i Rotterdam i Nederländerna (CEMS, PIM)
- London School of Economics i Storbritannien (CEMS)
- Manchester Business School vid University of Manchester i Storbritannien
- Warwick Business School i Coventry i Storbritannien (PIM)
- University College Dublin i Irland (CEMS)
- HEC Paris i Frankrike (CEMS, PIM)
- Sciences Po i Paris i Frankrike
- Ecole de Hautes Etudes Commerciales du Nord (EDHEC) i Lille och Nice i Frankrike
- Louvain School of Management vid Université catholique de Louvain i Louvain-la-Neuve i Belgien (CEMS, PIM)
- Sankt Gallens universitet i Schweiz (CEMS, PIM)
- Wirtschaftsuniversität Wien i Österrike (CEMS, PIM)
- Kölns universitet i Tyskland (CEMS, PIM)
- WHU – Otto Beisheim School of Management i Koblenz i Tyskland
- ESADE i Barcelona i Spanien (CEMS, PIM)
- Universidad Pontificia de Comillas i Madrid i Spanien (ICADE)
- Università Commerciale Luigi Bocconi i Milano i Italien (CEMS, PIM)
- Corvinus-universitetet i Budapest i Ungern (CEMS, PIM)
- Prags ekonomiska universitet i Tjeckien (CEMS, PIM)
- Handelshögskolan i Warszawa i Polen (CEMS, PIM)
- Vissjaja sjkola menedzjmenta vid Sankt Petersburgs universitet i Ryssland (CEMS, PIM)
- Universidade Nova de Lisboa i Lissabon i Portugal (CEMS)
- Kedge Business School i Bordeaux och Marseille i Frankrike
- Koç Üniversitesi i Istanbul i Turkiet (CEMS)

## Sydamerika
- Tecnológico de Monterrey i Mexiko (PIM)
- Instituto Tecnológico Autónomo de México (ITAM) i Mexico City (PIM)
- Pontificia Universidad Católica de Chile i Santiago (PIM)
- Fundação Getúlio Vargas i São Paulo i Brasilien (CEMS, PIM)

## Asien
- Keio Business School vid Keiouniversitetet i Yokohama i Japan (CEMS)
- Hitotsubashiuniversitetet i Tokyo i Japan
- Graduate School of Economics vid Tokyos universitet i Japan
- Yonseiuniversitetet i Seoul i Sydkorea
- National University of Singapore (CEMS, PIM)
- School of Economics and Management vid Tsinghuauniversitetet i Peking i Kina (CEMS, PIM)
- School of Managment vid Fudanuniversitetet i Shanghai i Kina (PIM)
- School of Business vid Hong Kong University of Science and Technology i Hong Kong (CEMS, PIM)
- Nationella Chengchiuniversitetet i Taipei på Taiwan
- Thammasatuniversitetet i Bangkok i Thailand (PIM)
- Asian Institute of Management i Manilla i Filippinerna (PIM)
- Indian Institute of Management Ahmedabad (PIM)
- Indian Institute of Management Bangalore (PIM)
- Indian Institute of Management Calcutta (CEMS)

## Oceanien
- Melbourne Business School vid University of Melbourne i Australien (PIM)
- Macquarie University i Sydney i Australien
- The University of Otago i Dunedin i Nya Zeeland (PIM)
- University of Sydney i Australien (CEMS)